# Martin Vogt (Musiker)

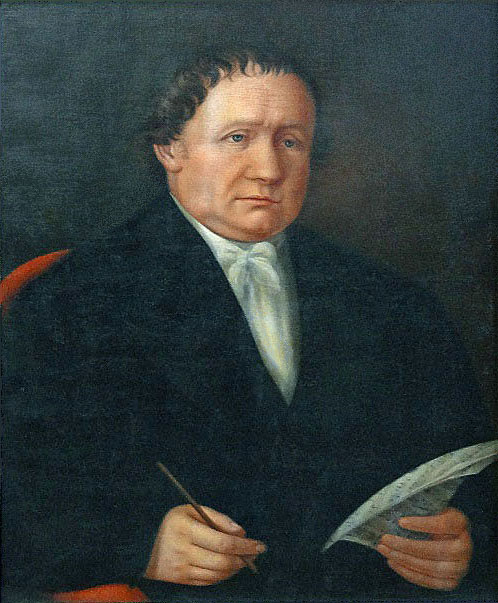
Martin Vogt

Martin Vogt (* 3. April 1781 in Kulmain in der Oberpfalz; † 18. April 1854 in Colmar im Elsass) war ein Organist, Cellist und Komponist. Er wirkte in Deutschland, Österreich, der Schweiz und Frankreich.

## Leben
Martin Joseph Vogt wurde als Sohn des Lehrers, Organisten und Gutsverwalters Ambrosius Vogt in Kulmain geboren. Bis zu seinem zehnten Lebensjahr erhielt er die musikalische Ausbildung im Elternhaus. Als zehnjähriger Sängerknabe erregte er Aufsehen mit seinen Auftritten in Klöstern. Dazu bemerkte er, „dass die Arien so wohl gefielen, dass man mich fast auf den Händen vom Chor wegtrug“. Das Reisen zu den Klöstern in vierspännigen Pferdekutschen machte auf den damaligen Sängerknaben ebenfalls Eindruck. In der um 1850 geschriebenen Autobiografie charakterisierte Martin Vogt seine eigene musikalische Familie wie folgt:

„Mein Vater war nicht nur ausgezeichneter Organist, besonders Fugist, sondern spielte nebst den Saiten-Instrumenten auch noch alle Blas-Instrumente, vorzüglich Horn und Trompete. Meine Mutter war eine geborene Zach, Bierbrauerstochter aus Fichtelberg. Ich erinnere mich, dass meine Mutter eine Anverwandte des berühmten Domkapellmeisters und Kontrapunktisten Zach in Mainz war. Der ältere Bruder meines Vaters war Benediktiner im Kloster Weißenohe bei Nürnberg, ebenfalls ausgezeichneter Musiker; der jüngere Bruder meines Vaters war Weltgeistlicher und Musikdirektor im Jesuiten Seminario zu Amberg, zu selber Zeit berühmt nicht nur als Musiker, sondern auch als Komponist.“

Von 1791 bis 1794 erhielt Martin Vogt vielseitigen Musikunterricht in der Klosterschule Michelfeld. Von 1794 bis 1799 besuchte er das Jesuitenseminar St. Paul in Regensburg mit mehr als tausend Studenten verschiedener Richtungen. Hier wurde er von Pater Sebastian Brixi auf der Orgel unterrichtet. Nachdem der Hauptorganist dieses Seminars ausgeschieden war, wurde dem 15-jährigen Vogt die Stelle anvertraut. Schon damals galt er Kenner des Generalbasses. In dieser Zeit entstanden auch seine ersten Kompositionen, Stücke für Gesang und Orchester. Während der Ferien zogen die Musikstudenten vielfach von Kloster zu Kloster und waren dank ihres musikalischen Beitrags gerngesehene Gäste.
Während der Wanderjahre ab 1799 nahm Vogt am Musikleben in Österreich teil, unter anderem in Wien und Salzburg. 1806 floh er von Salzburg in die Schweiz, um der drohenden Einziehung in die napoleonische Armee zu entgehen. Auf der Reise in die Schweiz musizierte er in vielen Klöstern wie Ottobeuren, St. Trudpert, Einsiedeln, Muri, Mariastein und St. Urban, wo er vier Jahre verblieb. In seinen Erinnerungen kommen neben den süddeutschen, österreichischen und Schweizer Städten auch Prag, Budapest, Venedig und Padua vor.
Erst ab 1812 fühlte er sich frei im damals französischen Arlesheim, dank einer festen Anstellung (ohne Militärverpflichtung) als Domorganist und Schullehrer. Von hier aus reiste er regelmäßig nach Basel für weitere Musikaktivitäten. Dort kam er in Kontakt mit bekannten Musikern und wurde von diesen in Arlesheim auch besucht, so von Fränzl und Peter von Winter in München, Carl Maria von Weber, Louis Spohr, Bernhard Romberg sowie Franz Xaver Mozart, dem Sohn des von ihm besonders verehrten Mozart.
Von 1823 bis 1837 übernahm er die Stelle des Musikdirektors in der Kathedrale St. Gallen und des Musiklehrers am katholischen Gymnasium. In der letzten Phase seines Lebens, von 1837 bis 1854, war er Domorganist und Chorleiter in der Münsterkirche St. Martin von Colmar.

## Ausbildung und Arbeit (Autobiografie bis 1820)

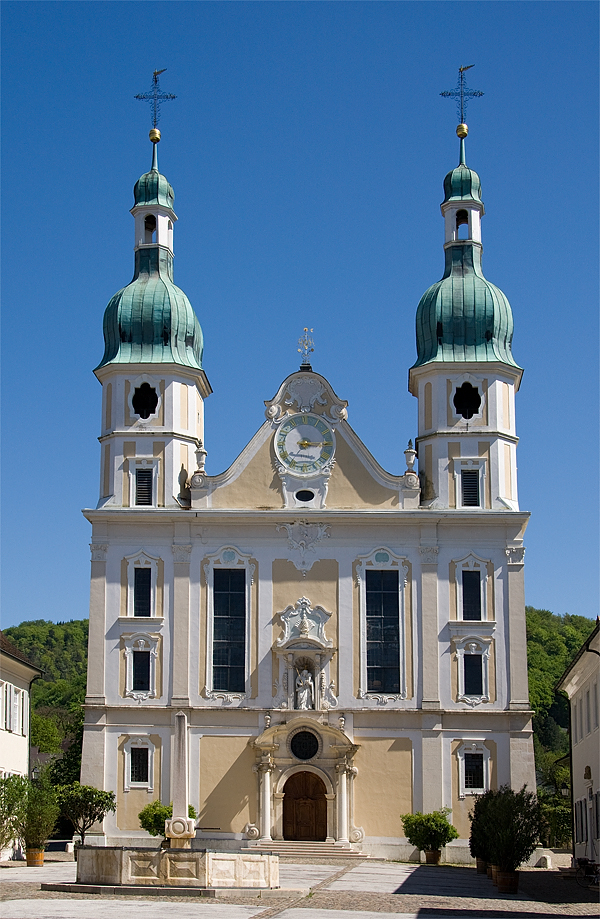
Arlesheim bei Basel, Domkirche

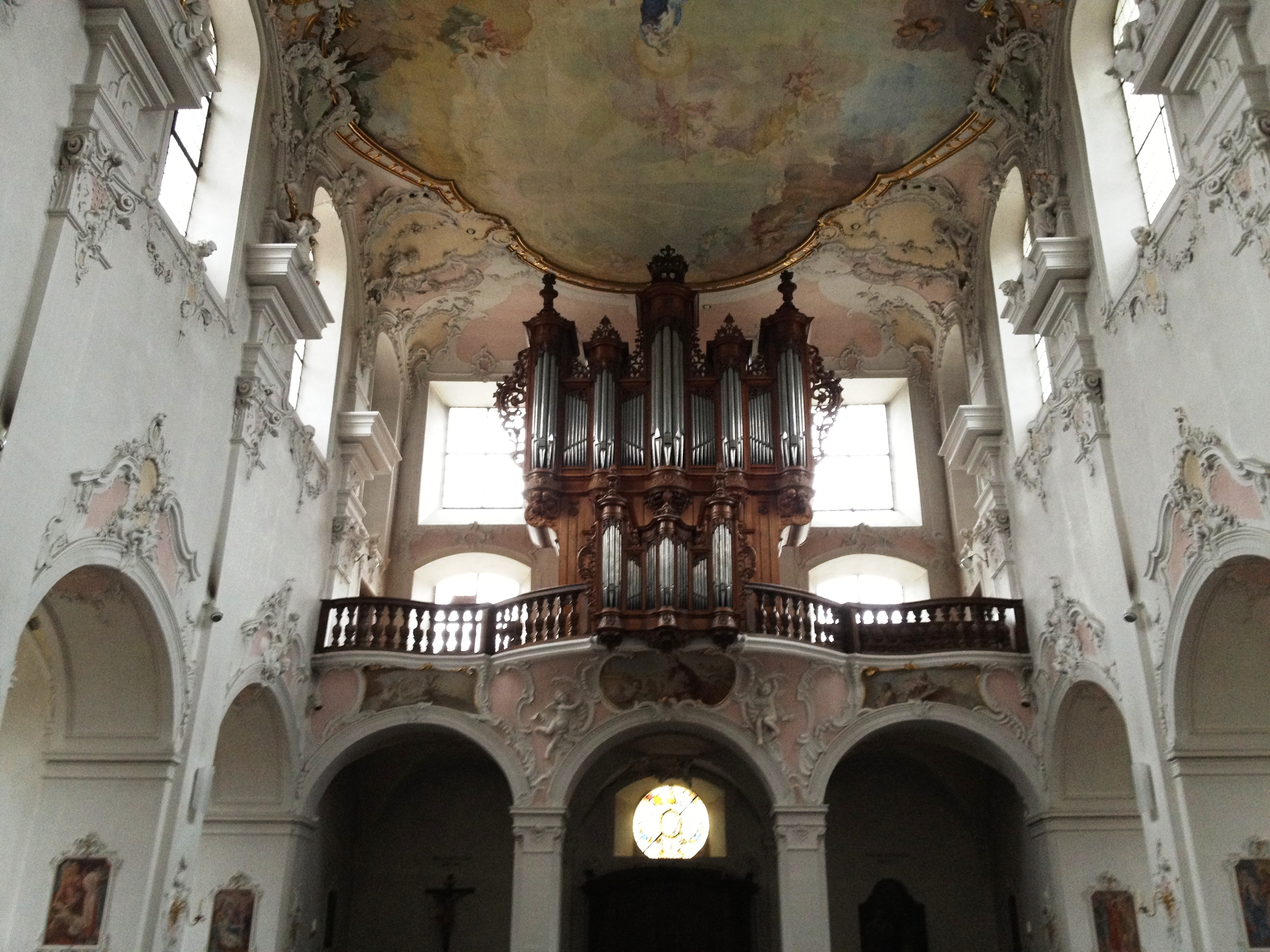
Arlesheim 1812–1823, Domorganist auf Silbermann-Orgel und Musikaktivitäten in Basel

Die Autobiografie von Martin Vogt entstand am Ende seines Lebens und beschreibt die erste Hälfte seiner Laufbahn von 1781 bis 1821. Ein früherer Verleger gab ihr den Titel Erinnerungen eines wandernden Musikers. Die Schrift ist ein Zeitdokument des bewegten Musiklebens aus  dieser Epoche. Im Jahr 1803, während der napoleonischen Kriegswirren, wurden alle bayerischen Klöster aufgehoben und teilweise zerstört. Das Jesuitenseminar St. Paul in Regensburg, wo er seine Orgelausbildung von Pater Brixi erhielt, wurde 1809 dem Erdboden gleichgemacht.

### Wien
In Wien lernte er den bekannten Cellisten Joseph Franz Weigl kennen. Dieser war der erste Cellist im Orchester des Fürsten Esterházy, das durch Joseph Haydn geleitet wurde. Da Vogt wenig Geld hatte, bot ihm Weigl kostenlose Lektionen für das Cello an. In kurzer Zeit beherrschte Vogt dieses Instrument so gut, dass die beiden Cellisten als Duo auftraten und Konzerte gaben. An Ostern 1800 spielten sie in Klosterneuburg und andern Orten. Dazu bemerkte Martin Vogt: „Ich wurde als junger Violoncellist allgemein bewundert, mit dem Ersuchen, ja doch so oft hieher zu kommen.“

### Salzburg
Ab 1803 folgte die letzte Phase seiner musikalischen Ausbildung im Kloster St. Peter in Salzburg. Hier war Michael Haydn Orchesterdirigent und gleichzeitig Kapellmeister in der Domkirche. Martin Vogt erhielt von ihm Unterricht in der Kompositionslehre und als Dirigent. In Salzburg ging es dem 22-jährigen Musiker wirtschaftlich sehr gut, da er auch als Cellist angestellt war bei den Winterkonzerten sowie im Theater, wo wöchentlich zwei Opern aufgeführt wurden. In der Stadt Salzburg wäre er gerne geblieben, wenn er 1806 nicht gezwungen gewesen wäre, das Land aus militärischen Gründen zu verlassen. Den militärischen Marschbefehl, der erst im Heimatort Kulmain angekommen war, hatte sein Vater nach Salzburg weitergeleitet.

### St. Urban
Nach vielen Zwischenstationen in Süddeutschland und der Schweiz führte eine Anstellung in der Klosterschule St. Urban zu einem vierjährigen Arbeitsaufenthalt, von 1808 bis 1811. Diese Schule war am Ende des 18. Jahrhunderts das erste Lehrerseminar der Schweiz und hatte eine bedeutende Musikkultur. Der Musikautor Wilhelm Jerger schrieb über St. Urban im 18. Jahrhundert von „einer einstmals bedeutsamen örtlichen Musikpflege, von der man selbst in der Schweiz nur wenig weiß“. Auch der bekannte Schweizer Musiker Xaver Schnyder von Wartensee (1786–1868), der seinen Onkel, den Komponisten Benignus Schnyder von Wartensee (1754–1834), im Kloster St. Urban besuchte, kam 1802 zur Feststellung, dass sich „unter den Mönchen so viele Musiker befanden, dass das zur Messe nötige Orchesterpersonal aus ihnen besetzt werden konnte“. Von Martin Vogt stammt die Bemerkung: „Durch die vielen Gäste, die immer nach Sankt Urban kamen, wurden nun meine Kompositionen in der Schweiz bekannt, und hätte ich alle Bestellungen befriedigen wollen, so hätte ich Tag und Nacht schreiben müssen.“ Im letzten Abschnitt wird über die Gründung seiner Familie in St. Urban berichtet.

### Arlesheim und Basel
Im Jahr 1812 verlegte Martin Vogt seine Tätigkeit in das damals französische Arlesheim, wo er von der Militärverpflichtung befreit war. Dank seines virtuosen Orgelspiels regelte der Generalvikar und Domherr Franz Xaver von Mahler die Anstellung mit dem französischen Bürgermeister von Arlesheim. In diesem Dorf mit dem Dom und einer Orgel von Johann Andreas Silbermann war er Organist und Schullehrer.
Sein musikalisches Milieu aber war Basel, wo er sich drei Tage pro Woche am Musikleben beteiligte: im städtischen Orchester als angestellter Cellist, als privater Musiklehrer (u. a. für die Tochter des Musikdirektors) und gelegentlich auch als Organist auf der J.-A.-Silbermann-Orgel der Peterskirche.
1815 wurde Arlesheim der Schweiz zugeteilt und 1819 erhielten Martin Vogt und seine Familie das Bürgerrecht von Arlesheim. Damit wurde er auch Schweizer Bürger. Während dieser Zeit, dem Höhepunkt seiner musikalischen Karriere, erhielt er seriöse Angebote, sich mit seiner Familie in London oder Paris niederzulassen. Die Angebote waren die Folge seiner erfolgreichen Orgelkonzerte in Basel und Bern. Nach diesen Berichten endet die Autobiografie der ersten Hälfte seines Lebens. In Arlesheim verblieben die ältesten Söhne Joseph und Martin.

### St. Gallen

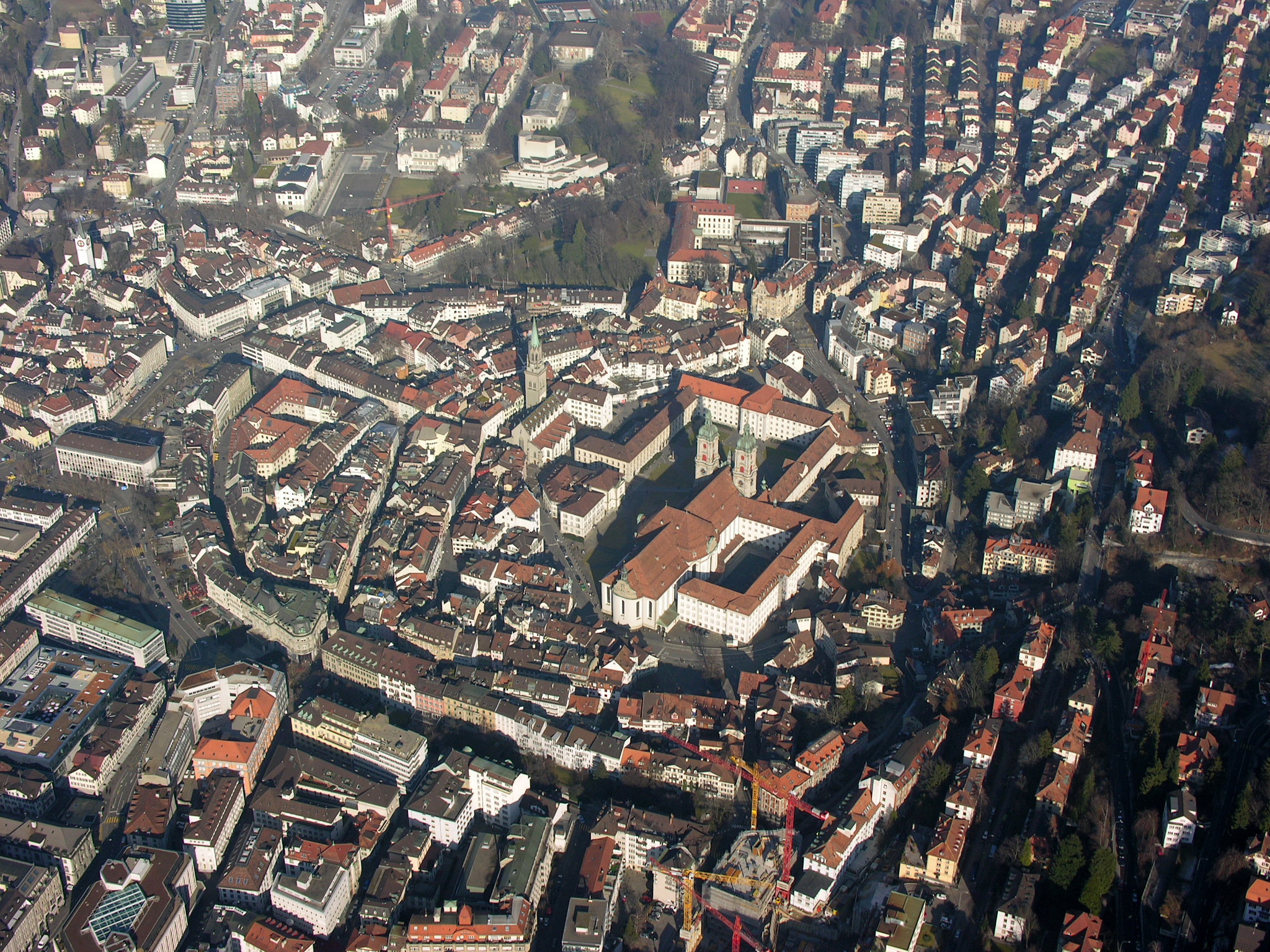
St. Gallen, Domkirche und ehemaliger Klosterbezirk

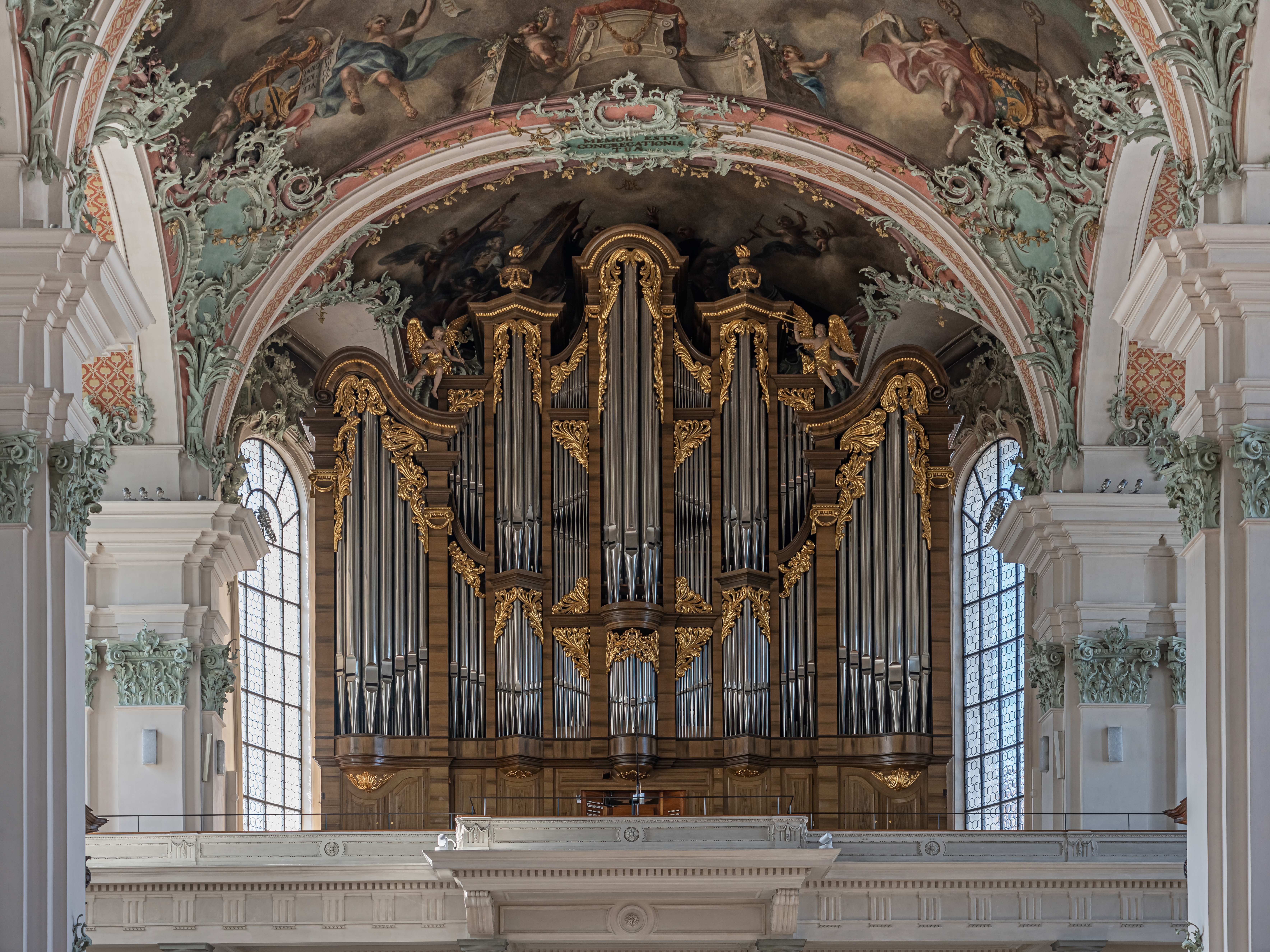
St. Gallen, heutige Domorgel. Vogt war 1823–1837 Domorganist auf der Franz-Frosch-Orgel und Musiklehrer am katholischen Gymnasium

Von 1823 bis 1837 arbeitete Martin Vogt in St. Gallen, als Organist in der barocken Kathedrale und als Musiklehrer am katholischen Gymnasium. Laut einem Zeitdokument war er „Professor der Tonkunst und des Elementar-Unterrichts der Vokal- und Instrumental-Musik“. Der Zeichnungslehrer Antonio Moretto, der für seine Deckenübermalungen in der Kathedrale bekannt geworden ist, war ein Lehrerkollege Vogts.
Neben dem Unterricht in St. Gallen bildete Martin Vogt auch Organisten von andern Kantonen aus. Darüber schreibt Annerös Hulliger: „Es gelang dem Pfarrer (im Kanton Bern), dem jungen Schulmeister Peter Minnig aus Latterbach 1826 Unterricht bei Martin Vogt, dem damaligen St. Galler Domorganisten zu ermöglichen, damit der ‚fertige Organist‘ dereinst seine orgelspielenden Berner-Kollegen auch in der Kunst des Orgelspiels unterweisen könnte.“
In den 1830er Jahren veränderten sich die Arbeitsumstände von Vogt, da er mit unerwarteten politischen und musikalischen Konflikten konfrontiert wurde. Während er in Basel durch den Musikdirektor Johann Tollmann gefördert und durch bekannte Musiker und Komponisten in Arlesheim besucht worden war, kam er in St. Gallen in eine andere Umgebung. In der Schweizergeschichte werden die 1830er Jahre als die Zeit der Regeneration umschrieben, als eine Erneuerung der kirchlichen und staatlichen Machtverhältnisse. Der politische Streit wurde vor allem zwischen konservativen und liberalen Parteien geführt. Durch den Wahlsieg der Liberalen in 1833 wurden die Professoren des Gymnasiums, zu dem Vogt gehörte, durch Leute der siegreichen Partei ersetzt.
Im Weiteren geriet er in den Einflussbereich der Greith-Familie, die von 1831 bis 1882 die kirchliche, erzieherische und kulturelle Politik in St. Gallen wesentlich mitbestimmte. Vogt erhielt einen starken Gegenspieler in der Person von Carl Johann Greith, der im Historischen Lexikon der Schweiz 2007 als „geistig hervorragendster Bischof der Schweiz im 19. Jahrhundert“ bezeichnet wird. Carl Johann Greith legte den Charakter der Kirchenmusik fest und sorgte dafür, dass sein Bruder Franz Josef Greith in 1833 und dessen Sohn Karl Greith in 1861 die wichtigsten Musikerstellen am Dom und an der Mittelschule erhielten. Die Greiths setzten sich ein für eine streng cäcilianische Musikrichtung im vokalen Bereich, für die Erhebung der moralischen Kraft des Textes und für das Aufleben der alten kirchlichen Gesänge. In Aussprachen wandten sie sich gegen den „Wust an Sinnlichkeit“ und gegen den Einzug der Instrumentalmusik, die zu Leichtsinn und unkirchlicher Gesinnung geführt haben soll. In St. Gallen hatte das Prinzip der „Wortbetontheit“ lange Zeit Vorrang erhalten vor der „Musikbetontheit“ (Autonomie der Musik). Unter diesen Umständen war die Musikauffassung von Martin Vogt nicht mehr gefragt, was zu einer Abreise ins französische Elsass führte.
Vogts älteste Tochter Anna Maria (1815–1873) heiratete in der Ostschweiz und hatte mehrere Kinder. Ihr Mann war seit den 1850er Jahren auch an der St. Galler Politik beteiligt. Ein Enkelkind von Anna Maria, Dr. Josef Müller (1872–1947), war ebenfalls im Klosterbezirk tätig, als langjähriger Stiftsbibliothekar.

### Colmar
Im Jahr 1837 nahm Martin Vogt seine Musiktätigkeit in Colmar auf, dem damaligen Zentrum der bekannten Orgelkultur im Elsass. Wahrscheinlich war er schon während der St. Galler Zeit über den neuesten Stand der Entwicklungen informiert. Der frühere Wohnsitz Arlesheim, wo noch ein Teil seiner Familie wohnte, gehörte ebenfalls zu dieser Region.
Nachdem die ursprünglich deutsche Orgelbau-Familie Silbermann im 18. Jahrhundert einen bedeutenden Beitrag zur Orgelkultur im Elsass geliefert hatte, führte im 19. Jahrhundert die französische Orgelbau-Familie Callinet aus Rouffach diese Tradition erfolgreich weiter. Darüber berichtet der französische Organist und Musikautor Jean-Luc Gester: Von 1837 bis zu seinem Tod in 1854 war Martin Vogt in Colmar Organist am Münster, dessen Orgel im Jahr 1755 von Johann Andreas Silbermann (1712–1783) gebaut und im Jahr 1828 von Joseph Callinet (1795–1857) verändert und stark vergrößert wurde. Vogt war bei vielen Gutachten und Einweihungen neuer Instrumente Callinets beteiligt. Nur wenige Kilometer südlich von Colmar hatte Callinet in Rouffach (Rufach) seine große Orgelbaufirma, die laut Gester damals an der Spitze der Orgelbauwerkstätten von Frankreich stand. Vogt erkannte die außergewöhnliche Arbeit dieser Fachleute. Beim Orgelbau von Callinet konnte er sein klangliches Ideal verwirklichen, wobei Übereinstimmung bestand zwischen Repertoire und Instrument.

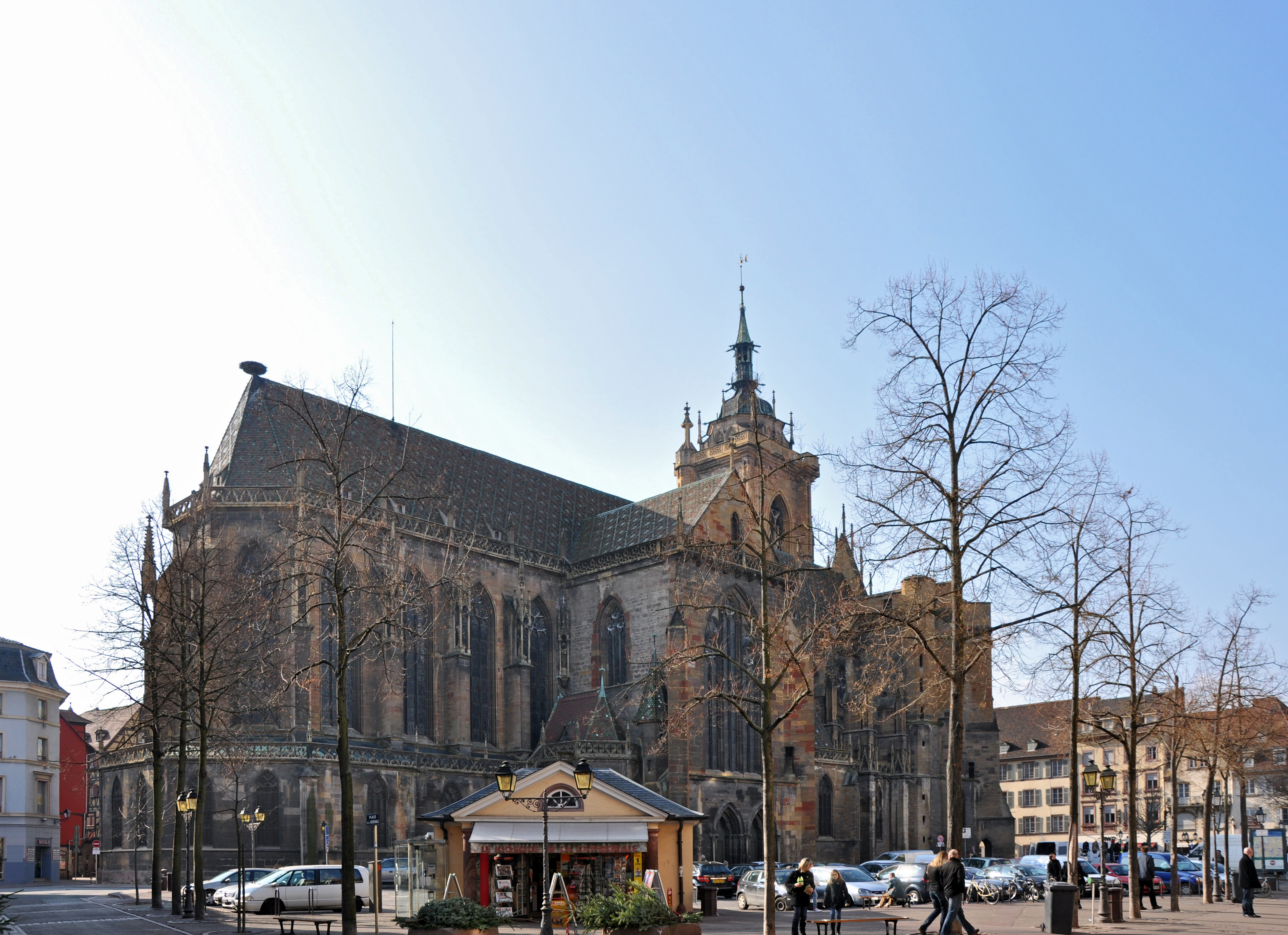
Colmar, Münster St. Martin

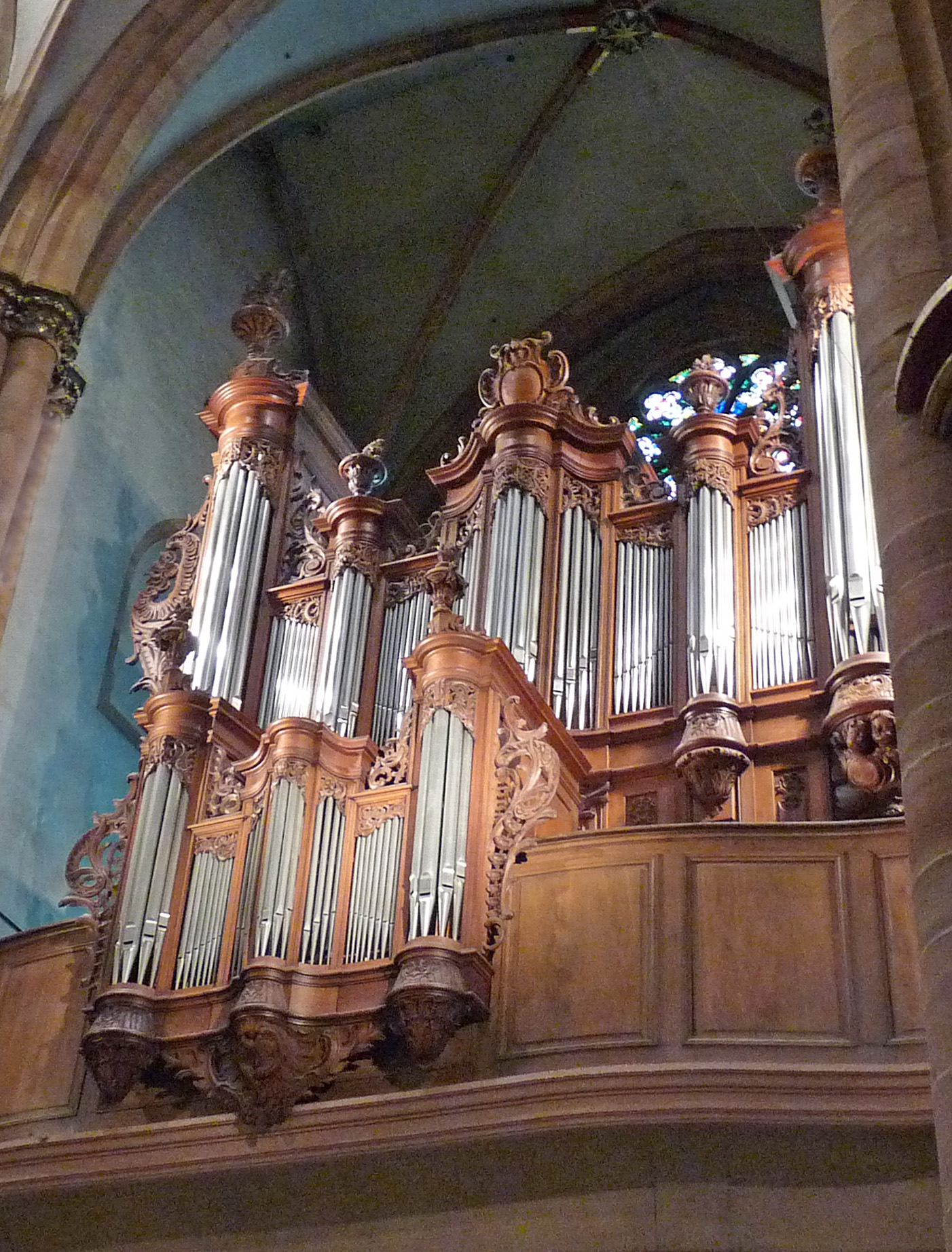
Colmar 1837–1854, Vogt war hier Organist an der Silbermann/Callinet-Orgel, Grabstätte im Münster St. Martin

Laut Gester sind bis heute viele Vorurteile in Bezug auf diese Zeitepoche verbreitet: Der Übergang von der glanzvollen Klassik zur anschließenden Periode wird zu Unrecht als Dekadenzerscheinung bezeichnet, wobei von „Übergangsstil“, „Post-Klassik“ oder „Vorromantik“ gesprochen wird. Während die Bedeutung des Orchesterrepertoires dieser Zeit unbestritten ist, wird das Orgelrepertoire nicht entsprechend seinem wirklichen Wert wahrgenommen. Auch besteht die Meinung, dass die Orgel dem Wesen nach ungeeignet sei für den galanten Stil, orchestrale Effekte und Melodiebegleitung. Im Allgemeinen wird die musikalische Entwicklung dieser Zeit zu gering eingeschätzt.
Ähnlich wie seine französischen Zeitgenossen bewegte sich Martin Vogt innerhalb der Wiener Schule, neigte aber in die Richtung des Orchestralen. Er entwickelte eine (den Pianisten jener Zeit würdige) Sensibilität und übertrug den „Duft“ einer subjektiven Empfindsamkeit erfolgreich auf die Orgel. Beim späteren Teil seiner Kompositionen lässt sich auch eine romantische Seite feststellen.
Während der Zeit in Colmar erschien 1847 ein Bericht in der Neuen Zeitschrift für Musik aus Leipzig. Der Redaktor Franz Brendel schrieb: „Deutschland ist doch noch mit seinen bibliographischen Nachrichten über das Ausland entsetzlich zurück; wer kennt z. B. den Komponist Martin Vogt, wer erwähnte ihn, während alle leidlichen Virtuosen von Paris durch unsere Blätter laufen, und doch schreiben Scheitlin und Zollikofer (Verlagsbuchhandlung) in St. Gallen an sämtliche Musik- und Buchhändler Deutschlands unterm 7ten August dieses Jahres: ‚Wir haben den Vertrieb der Kirchen-Musik von Martin Vogt übernommen, der anerkannt einer der ersten der jetzt lebenden Komponisten für Kirchen-Musik in Frankreich ist. Von mehreren seiner Werke sind 3 bis 4 Abdrucke veranstaltet worden. Dessen neue Werke sind nachstehende‘.“ Dabei wird eine Liste beigefügt mit 5 neuen Messen, Ave Maria’s, Psalmen, einem Requiem und 6 Orgelwerken.
Im Jahr 1837, am Anfang seiner Tätigkeit in Elsass, hatte Martin Vogt die musikalische Situation in Colmar in einem privaten Brief wie folgt umschrieben: „Mit meiner Anstellung in Colmar bin ich bis jetzt ganz vollkommen zufrieden, allein in den musikalischen Geschmack der Franzosen kann ich mich nicht finden, man will hier, so wie überhaupt in ganz Frankreich auf der Orgel nichts als Märsche, Tänze und Stücke aus Opern hören. Verflossenen Sonntag ging ich nachmittags in die protestantische Kirche, um zu hören, wie da die Orgel behandelt werde. Zum Vorspiel hörte ich den Chor aus der Weißen Dame ‚Erklinget ihr Hörner und Schallmeien‘, der Gesang selbst und die Begleitung der Orgel war unter aller Kritik. Ich will nun mein möglichstes tun, den Colmarn meinen Geschmack für die Orgel beizubringen.“
Am Ende seiner erfolgreichen Laufbahn in Colmar übernahm der jüngste Sohn Caspar (Gaspard Vogt 1821–1881) die Organistenstelle seines Vaters. Laut einem Musikschüler Vogts aus Arlesheim, dem späteren Lehrer und Organisten Anton Nebel (1804–1890), liegt die sterbliche Hülle von Martin Vogt in der Münsterkirche von Colmar begraben.

## Musikalisches Werk
Das musikalische Werk von Martin Vogt hat verschiedene Grade der Bekanntheit erfahren. Im 19. Jahrhundert wurde er in der Zeitschrift Katholische Schweizerblätter als berühmter Musiker bezeichnet. Eine geringere Einschätzung erhielt er im Jahr 1970, als der Herausgeber seiner Autobiografie in der Einleitung schrieb: „Das Bleibendste, das Vogt geschaffen hat, ist seine eigene Lebensgeschichte.“ In der Zwischenzeit erschienen mehrere CD-Einspielungen namhafter Organisten. Es sind vor allem die Aufnahmen mit Jean-Claude Zehnder von 1998 und mit Jean-Luc Gester von 2004, die erneut die Aufmerksamkeit auf Martin Vogt lenkten. Der Beginn dieses Auflebens ist auch Christoph Hänggi zu verdanken, der 1988 und 1994 an der Universität Basel ausführliche Studien über Vogt publizierte. Im 21. Jahrhundert bezeichnet der französische Verlag Les Editions Delatour France Vogt als „elsässischen Haydn“ und wirbt mit dem Erfindungsreichtum und der Qualität von Vogts Melodien.
Das musikalische Werk besteht aus über 300 Kompositionen, die in Bibliotheken von Frankreich, Deutschland, Österreich und der Schweiz aufbewahrt sind. In gedruckter Form sind sämtliche Orgelkompositionen erschienen und von den 36 Messen etwas mehr als die Hälfte. Da verschiedene Messen direkt bei Martin Vogt bestellt wurden, blieben sie teilweise unpubliziert. Wie schon beim Abschnitt St. Urban erwähnt, meinte er: „Durch die vielen Gäste, die immer nach St. Urban kamen, wurden nun meine Kompositionen in der Schweiz bekannt, und hätte ich alle Bestellungen befriedigen wollen, so hätte ich Tag und Nacht schreiben müssen.“ Die Kompositionen sind vor allem in schweizerischen Klöstern aufbewahrt wie Einsiedeln, Fribourg, Solothurn, Luzern, Disentis und Engelberg, wo sich die größte Orgel der Schweiz befindet. In der Bibliothèque Nationale de Paris sind ebenfalls Kompositionen zu finden, die wahrscheinlich von Colmar herkamen. Die weitverbreiteten Fundstellen sagen etwas aus über die Bekanntheit seines Werks im 19. Jahrhundert. Neben den kirchlichen Kompositionen entstanden auch andere Werke wie die volkstümlichen Vertonungen der meisten Alemannischen Gedichte von Johann Peter Hebel, die zwischen 1806 und 1814 in Saint-Louis (Haut-Rhin) erschienen sind.
Über seine Komponistentätigkeit in Salzburg schrieb Vogt: „Bei den Augustinern, wo Michael Haydn alle Abende bei dem guten Bier zubrachte, war alle Abend Quartettgesang; von da ging es in die Schenke zu St. Peter. Für diese Gesellschaft komponierte ich nun sehr viele drei- und vierstimmige Lieder, wovon die meisten bei Häckler in Salzburg gedruckt wurden.“ Beim Aufenthalt in St. Urban handelte er die Direktaufträge von Kompositionen für Messen selbst ab. Von St. Gallen aus beteiligte sich die Buchhandlung Scheitlin (später Scheitlin und Zollikofer) an der Verbreitung seines Werks im deutschsprachigen Raum. Neben der Tätigkeit als Organist in Colmar publizierte der Sohn Caspar Vogt in Frankreich weiterhin Kompositionen seines Vaters.
Eine Charakteristik der Musik von Martin Vogt besteht darin, dass sie trotz ihrer elitären Basis sehr zugänglich war für die katholischen Kirchenbesucher des 19. Jahrhunderts. Einzelne Orgelwerke erinnern mehr an Orgelkonzerte oder Orgelsinfonien, die durch einen einzigen Solisten gespielt werden. Diese würden eher in den Konzertsaal als in den Dienst der Kirche gehören.
Eine Zusammenstellung der Kompositionen ist zu finden im Artikel Martin Vogt – Ein vergessener Kirchenmusiker und Komponist von Christoph Hänggi. Dort sind 17 der 36 Messen aufgelistet sowie Geistliche Gesänge, Offertoria und andere religiöse Werke. Alle Kompositionen (Kopien) sind in Kulmain aufbewahrt, dem Geburtsort von Martin Vogt. Sie sind für interessierte Besucher zugänglich.

## Vom wandernden Musiker zum Familienvater
Durch den Titel der Autobiographie, der später durch einen Verleger formuliert wurde, entstand oft das Bild eines stets wandernden Musikers. Bei Martin Vogt endete das Wanderleben ungefähr im Jahr 1808. Zu diesem Zeitpunkt war er 27 Jahre alt. Die anschließenden Arbeitsaufenthalte dauerten mehrere Jahre. Von 1808 bis 1811 war er Musiklehrer und Organist in der Klosterschule St. Urban und gleichzeitig Privatlehrer für Musik im benachbarten Langenthal. Während der Zeit in St. Urban lernte er seine künftige Frau – Anna Maria Adam – kennen und im Februar 1812 heirateten sie im Dorf Pfaffnau, das zur gleichen Gemeinde gehört wie die Klosterschule.
Kurz davor, im Januar 1812, hatte Martin Vogt die neue Stelle in Arlesheim angetreten als Organist in der Domkirche und als Schullehrer. Während des Aufenthalts in Arlesheim von 1812 bis 1823 erweiterte sich die Familie mit fünf Söhnen und zwei Töchtern. Wie oben erwähnt, wurde der jüngste Sohn Kaspar (Gaspard) ebenfalls Musiker. Laut Jean-Luc Gester war Gaspard Vogt in Colmar Organist und Komponist. Daneben wurde er – wie sein Vater – als Experte gefragt bei Begutachtungen von neuen Orgeln.
Aus der Zeit in Arlesheim sind 52 Briefe erhalten, die in der Universitätsbibliothek Basel archiviert sind. Es sind Berichte aus den Jahren 1814 bis 1818 an den früheren Subprior Eutych Jost in St. Urban. Vogt schrieb über alltägliche, familiäre, musikalische und geschichtliche Ereignisse. In Arlesheim wurden damals französische Armeeeinheiten, die vom Russlandfeldzug zurückkehrten, mehrere Male einquartiert.

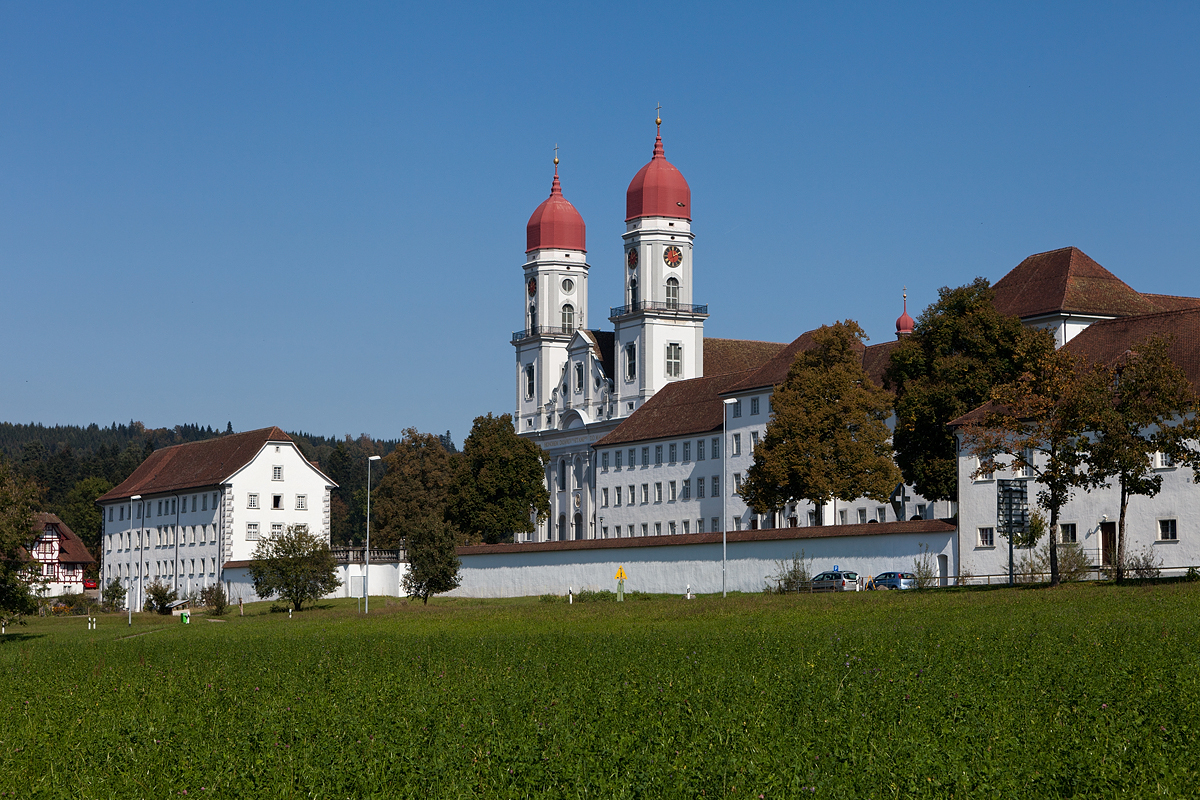
Kloster St. Urban, Vogt war hier 1808–1811 Musiklehrer der Klosterschule und Organist
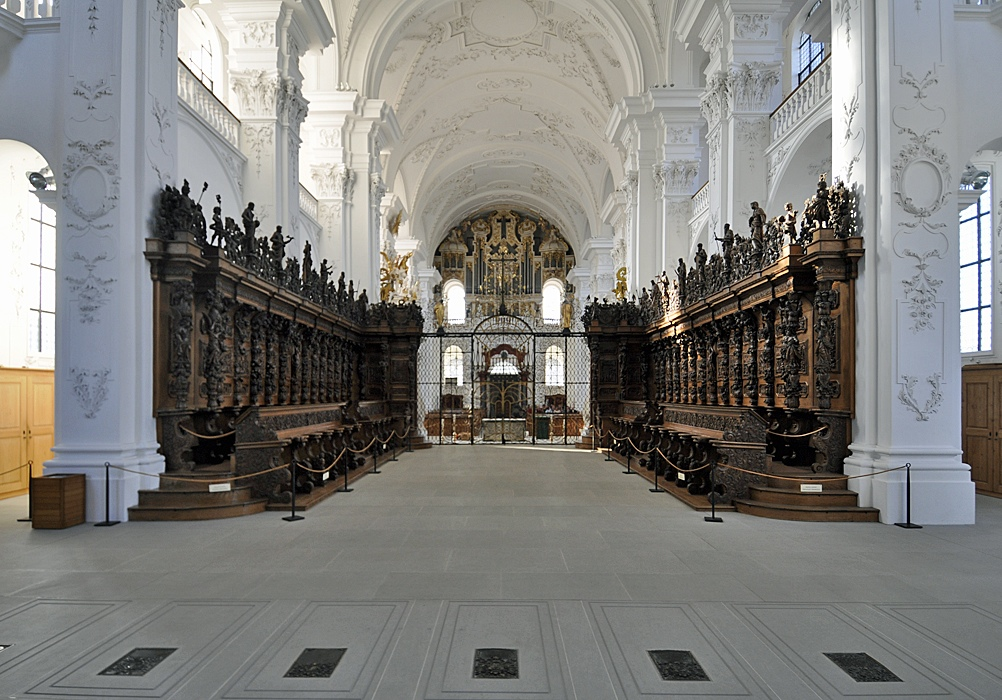
Klosterkirche St. Urban, Innenraum
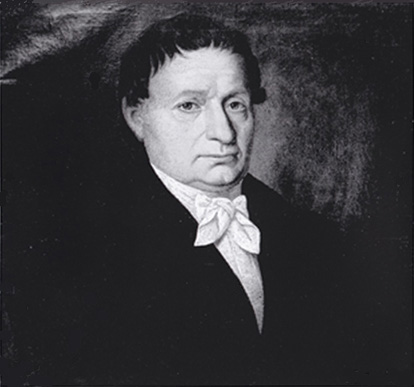
Martin Vogt, ca. 1820
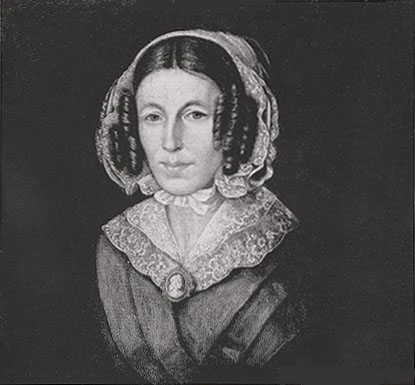
Anna Maria Vogt-Adam, Martin Vogts Ehefrau, ca. 1820

## Notenausgaben
Außer der Autobiografie bis 1820 ist über die weiteren Lebensabschnitte von Martin Vogt relativ wenig bekannt. Zusätzliche Informationen vermitteln die Einleitungen bei den Notenausgaben und CDs. So steht in der Notenausgabe Schweizer Orgelmusik die Bemerkung: „Die Staatsbibliothek München besitzt einen umfangreichen handschriftlichen Notenband mit Orgelkompositionen Vogts in der Abschrift von Josef Gabriel Rheinberger.“
- Sechs Ave Maria für 3-stg. Männerchor und Orgel. Berliner Chormusik-Verlag/Edition Musica Rinata, Berlin.
- Messe G-Dur für Chor SATB und Orgel. Edition Musica Rinata, Berlin.
- Messe F-Dur für Chor SATB und Orgel. Edition Musica Rinata, Berlin.
- Messe A-Dur für dreistimmigen Chor SAB und Orgel. Edition Musica Rinata, Berlin.
- Orgelwerke in drei Bänden. Edition Musica Rinata, Berlin.
- Schweizer Orgelmusik – Werke von Martin Vogt. Verlag Müller & Schade, Bern.
- 6 pièces d’orgue opus 45, rondeau pour l’orgue. Editions Delatour France.
- Johann Peter Hebels Alemannische Gedichte. Lieder mit Klavier- und Gitarrenbegleitung. Verlag Müller & Schade, Bern 2019. (Musik aus der Sammlung der Zentralbibliothek Solothurn, Heft 10)
- Johann Peter Hebels Alemannische Gedichte. Website mit Noten von Martin Vogt, Johann Christian Haag und vier Liedern der Erstausgabe von 1803 (davon drei von E. L. Müller) aus der UB Basel, mit Digitalisaten der Originale und Transkriptionen als PDF sowie Liedern als mp3- und MIDI-Dateien Digitalisat
- Messe pastorale : à 4 ou à 3 voix avec accompagnement d'orgue, Colmar ca. 1850; urn:nbn:de:bvb:12-bsb11151356-2

## Tonträger (Auswahl)
- Chor- und Orgelwerke (2 Messen und Orgelwerke). Jean-Claude Zehnder, Silbermannorgel im Dom von Arlesheim / Martina Bovet, Sopran / Thilo Hirsch, Violone / Domchor Arlesheim / Carmen Ehinger, Leitung. Deutscher Begleittext, Musikaufnahme 1998, sh. France-Orgue.
- Orgue Callinet de Sermersheim. Oeuvres de Martin Vogt 1781–1854 (Orgelwerke und Motetten). Jean-Luc Gester, Orgel / Magdalena Lukovic, Sopran / Jean Moissonnier, Bass. Französische Einleitung von Jean-Luc Gester, mit deutscher Übersetzung. Musikaufnahme 2004, sh. France-Orgue.
- CDs (mit Werken auch anderer Komponisten) mit den Organisten Jean-Luc Gester, Gerhard Gnann, Eberhard Hofmann, Annerös Hulliger, Thomas Kientz und Magdalena Lukovic, Jürg Neuenschwander, Franz Raml, Klemens Schnorr, Wolfgang Sieber und Yang Jing, Jean-Claude Zehnder u. a.